# OK. Respira
OK. Respira è il quarto album in studio della cantautrice italiana Elodie, pubblicato il 10 febbraio 2023 dalla Island Records.
Il disco comprende sia il singolo Due, con il quale la cantante ha preso parte al 73º Festival di Sanremo, che Proiettili (ti mangio il cuore), brano colonna sonora del film Ti mangio il cuore, diretto da Pippo Mezzapesa, vincitore del David di Donatello alla migliore canzone originale. È stato l'album più venduto di un'artista femminile in Italia nel 2023.

## Descrizione
L'album si compone di tredici brani, undici dei quali scritti dalla stessa cantante, con la partecipazione autoriale di Elisa Toffoli, Federica Abbate, Joan Thiele, Mahmood, Tropico, e la produzione di Francesco "Katoo" Cattiti, Dardust, Drillionaire, Itaca e Zef. La cantante ha raccontato il progetto in un'intervista concessa a Vanity Fair:
La cantante ha inoltre raccontato il rapporto con la cantante Elisa, autrice di tre brani presenti nell'album:

## Promozione

Immagine dall'omonimo singolo Ok. Respira (2022)

L'uscita di OK. Respira è stata preceduta da ben sette singoli, distribuiti tra il 2021 e il 2023. Il primo di essi è stato Vertigine, pubblicato il 24 settembre 2021, a cui ha fatto seguito Bagno a mezzanotte, presentato il 9 marzo 2022; quest'ultimo ha ottenuto un buon successo, raggiungendo la top 10 della Top Singoli (risultato il sesto brano dell'artista a conquistare tale traguardo) e venendo certificato tre volte disco di platino dalla FIMI con 300 000 unità vendute, e proventi derivati dalle vendite sono stati devoluti ai progetti curati da Save the Children per sostenere la popolazione ucraina in seguito al conflitto russo-ucraino del 2022. Il terzo singolo è stato Tribale, diffuso il 10 giugno, seguito da Proiettili (ti mangio il cuore), collaborazione con Joan Thiele e utilizzato come tema principale del film Ti mangio il cuore diretto da Pippo Mezzapesa, in cui la cantante interpreta la protagonista Marilena Camporeale.
Il 9 dicembre 2022, in concomitanza con l'annuncio dell'album, la cantante ha presentato come quinto singolo l'omonimo OK. Respira. Nel febbraio 2023 sono stati pubblicati come singoli Purple in the Sky, accompagnato dal relativo visual, e Due, il secondo dei quali presentato al 73º Festival di Sanremo.
Con l'uscita del disco è stata presentata anche la docuserie Sento ancora la vertigine per Prime Video, che racconta il processo di realizzazione dell'album in tre episodi, prodotti da Matteo Rovere e Leonardo Godano sotto la regia di Nicola Sorcinelli. Il disco è stato presentato dal vivo durante il concerto tenuto per il segmento Radio Italia Live il 24 febbraio 2023, seguito il 12 maggio da un concerto speciale al Mediolanum Forum di Assago che ha registrato il tutto esaurito. In seguito al concerto Elodie ha pubblicato il mixtape Red Light, ispirato all'evento, promosso dal singolo A fari spenti.

## Accoglienza
| Recensione | Giudizio |
| ---------- | -------- |
| Newsic     | 6,75/10  |
| Ondarock   | 6,5/10   |
| Rockol     | 7,5/10   |

Marco Macchi di Newsic ha apprezzato l'evoluzione musicale di Elodie intrapresa all'interno di OK. Respira, evidenziando come il disco risulti essere «elettro-pop contemporaneo» grazie al lavoro svolto dal team di produzione, citando Dardust fra tutti, concludendo che la cantante è divenuta «la perfetta star del dancefloor italico, tra Madonna e Kylie Minogue». Claudio Cabona di Rockol definisce il progetto come «la fotografia più nitida dell'Elodie di oggi», grazie a «canzoni pop e dance di qualità» che «hanno saputo raccontare la trasformazione della cantante». Cabona sottolinea inoltre che i brani sono «capaci di staccarsi rispetto a molto di quello che ascoltiamo in Italia», divenendo nel suo complesso «una visione preziosa per il panorama italiano». Silvia Gianatti di Vanity Fair ha invece indicato che i brani «mostrano la sua anima pop» di «suoni contemporanei», in cui «Elodie si guarda allo specchio, impara dagli errori, si mostra più fragile» ritenendo che i produttori e autori «hanno saputo raccontarla, senza nascondere quelle paure [...] che la rendono indifesa di fronte agli abusi».
Gabriele Fazio di Agenzia Giornalistica Italia ha affermato che il disco rappresenta una «delle più autentiche manifestazioni pop forse dell'intera storia della musica italiana», riscontrando tuttavia che suscita una «noia mortale» all'ascoltatore poiché i brani «non hanno la pretesa di comunicare alcunché, ma solo di funzionare a livello sonoro».

### Riconoscimenti di fine anno
- 24º — Rolling Stone Italia[29]

## Tracce
1. Purple in the Sky – 3:52 (Elodie Di Patrizi, Dario Faini, Alessandro Mahmoud, Davide Petrella)
2. Danse la vie – 3:12 (Elodie Di Patrizi, Federica Abbate, Jacopo Èttorre, Dario Faini)
3. Strobo – 3:46 (Elodie Di Patrizi, Dario Faini, Davide Petrella)
4. Due – 3:13 (Elodie Di Patrizi, Federica Abbate, Jacopo Èttorre, Francesco "Katoo" Catitti)
5. OK. Respira – 2:41 (Elodie Di Patrizi, Joan Thiele, Federica Abbate, Jacopo Èttorre, Leonardo Grillotti, Federico "Merk" Mercuri, Giordano "Kremont" Cremona, Eugenio Maimone)
6. Mai più – 3:09 (Elodie Di Patrizi, Dario Faini, Alessandro Mahmoud, Davide Petrella, Stefano Tognini)
7. Bagno a mezzanotte – 2:58 (Alessandro Pulga, Stefano Tognini, Elisa Toffoli)
8. Boy Boy Boy – 2:09 (Elodie Di Patrizi, Joan Thiele, Adel Al Kassem, Diego Vincenzo Vettraino)
9. Tribale – 2:42 (Elodie Di Patrizi, Eugenio Maimone, Federica Abbate, Federico "Merk" Mercuri, Giordano "Kremont" Cremona, Jacopo Èttorre, Leonardo Grillotti)
10. Apocalisse – 3:48 (Dario Faini, Alessandro Mahmoud)
11. Vertigine – 3:37 (Elisa Toffoli, Dario Faini, Federica Abbate, Davide Petrella)
12. Una come cento – 3:13 (Elodie Di Patrizi, Alessandro Mahmood, Francesco "Katoo" Catitti)
13. Proiettili (ti mangio il cuore) (con Joan Thiele) – 3:16 (Elodie Di Patrizi, Joan Thiele, Elisa Toffoli, Emanuele Triglia)

Traccia bonus nella riedizione streaming
1. Pazza musica (con Marco Mengoni) – 3:14 (Zef, Davide Simonetta, Davide Petrella, Paolo Antonacci, E.D.D.)

## Classifiche

### Classifiche settimanali
| Classifica (2023) | Posizione massima |
| ----------------- | ----------------- |
| Italia            | 4                 |

### Classifiche di fine anno
| Classifica (2023) | Posizione |
| ----------------- | --------- |
| Italia            | 20        |